# 千田正穂のありがとう!
千田正穂のありがとう!（せんだまさほのありがとう）は文化放送で、毎週日曜日11:00〜13:00(JST)に放送されていたワイド番組。2006年4月9日放送開始。11時台のみ、NTTドコモの一社提供。

## 番組概要
元NHKアナウンサーの千田正穂が、パーソナリティを務める。文化放送でのレギュラーは『千田正穂のおはよう!朝一番』（1992年10月〜1994年3月）以来、12年ぶりである。
2015年3月29日終了。後継番組は『高田純次 日曜テキトォールノ』。

## 出演者

### パーソナリティ
- 千田正穂

### 週替わりゲスト司会者
- 松原のぶえ
- 大石円
- 春香クリスティーン
- 町亞聖
- アグネスチャン
- 日野美歌
- 水前寺清子
- 島倉千代子
- 森山良子
- 鈴木聖美　他

### レポーター
- 根本朋之-「人間万事 塞翁が馬」担当（番組内では「大番頭」と呼ばれる）
- かわのをとや-「アフタヌーンレポート」担当

## タイムテーブル
- 11:00：オープニング
- 11:06：人間万事 塞翁が馬(1)
- 11:12：ありがとうの歌
- 11:14：日本全国 天真爛漫(1)
- 11:22：笑いの殿堂
- 11:43：どこでも情報ポケット
- 11:52：文化放送ニュース、天気予報、交通情報
- 12:00：日本全国 天真爛漫(2)
- 12:04：人間万事 塞翁が馬(2)
- 12:10：恋する地球儀
- 12:15：ありがとうの歌
- 12:23：ロッテ アフタヌーンレポート
- 12:35：千ちゃん記憶のマッサージ
- 12:43：人間万事 塞翁が馬(3)
- 12:52：交通情報
- 12:55：エンディング

12時台に流される曲は、ビートルズが採用されている。

### ジングル
- 千田正穂が「千田正穂のありがとう!!」のタイトルコール後、「ありがとう!!」を各国語バージョンでコールしている。
  - サンキュウ（英語）
  - グラッチェ（イタリア語）
  - メルシー（フランス語）
  - ダンケ（ドイツ語）

## コーナー紹介

### オープニング
- 以前は千田正穂がタイトルコールする際、「（番組のメインスポンサー名をコールした後に）千田正穂のありがとう〜」のように語尾を30秒程度引っ張ってからBGMが鳴り始めたが、2007年の夏頃からは、素直に「（番組のメインスポンサー名をコールした後に）千田正穂のありがとう!!」でオープニングのトークに入っている。
- 以前はオープニングのトークのみならず、パートナーとのトークの際には「せんじろう」が合の手を入れていたが、2007年の夏頃からは入れていない。

※いずれも、2007年7月の新潟県中越沖地震発生以後は、被災者に配慮する形で全て自粛している。

### 日本全国 天真爛漫
- その週ごとに番組から出されるテーマに基づいて寄せられたリスナーからのお便りを紹介するコーナー。

### 人間万事 塞翁が馬
- NTTドコモの携帯電話を使ってリスナーである夫婦もしくは家族が時間内に文化放送のスタジオにゴールできるかを挑戦する買い物ゲーム
  - タイムリミットは12:45〜12:50に番組を生放送しているスタジオにゴールインできないと買い物金額の予算オーバーに関係なく自動的に失格となる。番組の開始以来、未だ「失格者」は出ていない。
  - 買い物ゲームに参加する皆様にはあらかじめ今欲しい物を3点決めておき、最初の指令で一つ目の買い物を購入、二つ目の指令で残り2つの買い物を予算額以内に収めるように商品を安く売っているお店で購入し、その足で浜松町（2006年7月16日までは四谷）の文化放送へゴールインしなければならないというルールである。ただし、番組が短縮版になったり、休止となる日曜日はこのコーナーはお休みとなる。
- 指令を流すのは○○天使。
- 購入した買い物がリスナーの物になるか、自腹になるかは番組特製の「塞翁が馬盤」が示すルーレットによって決まる。
- もし、参加者が納得できない結果になっても「報奨金」によるボーナスチャンスがあるが、そのためには「○○天使」を再度呼び出さなきゃいけないため機嫌の悪いときは「報奨金」はなしの場合もある。「報奨金」があるときは別の「塞翁が馬盤」が登場し、5千円〜最高で3万円まで報奨金の金額選択肢がある。獲得する報奨金は「塞翁が馬盤」が示すルーレットによって決まるが実は千田正穂のポケットマネーによって払っている。
- 今年の6月以降はリスナーでも「塞翁が馬盤」が示す選択肢に止まった場合は商品や番組特製の記念品などがプレゼントされることになっている。
- なお、ドコモ以外の携帯電話を持っているリスナーがこの買い物ゲームに参加できるかどうかは分からない。
- 番組ではこのコーナーへの参加者を募集している。
- 2007年12月9日の放送では、番組初の「（3点買って1万円の）ピッタリ賞!!」が出ている[2]。
- ○○天使
  - 初代:あっちゃん天使(木村麻美)
  - 二代目:まどか天使 - 2008年から務めて来たが2014年6月8日を以って急遽降板。降板挨拶も無く、三代目まで臨時の天使で繋がれた。週替り司会が大石円の時は大石に「演歌界のまどか天使」と名付けて呼んでいた。
  - 三代目:きんとも天使 - まどか天使降板以降臨時天使で出演した事があったが、2014年7月13日からレギュラーになった模様[3]。

### 笑いの殿堂
- 千田と週替わりパートナー、そして番組スタッフによるコントコーナー。内容は時事ネタが中心。2本立てである。
- 1本目のコント終了後に週替わりパートナー関連の楽曲、2本目のコント終了後に「文化放送プラスチューン」の曲が流れる。
- 「文化放送プラスチューン」は、日曜早朝に放送される「桃井はるこの超!モモーイ」の終了後に流れる曲と同一のものが使用されている。

### どこでも情報ポケット
- スポンサーのNTTドコモに関するインフォメーションコーナーある。新機種(主にらくらくシリーズ)・新サービスの紹介、社会貢献活動報告を行う。2014年3月30日までは12時台に放送。当初は千田が担当していたが、2014年夏頃からは主に「D川」(出川有プロデューサー。元・文化放送アナウンサー)が担当。

### 恋する地球儀
- 2014年4月6日からスタート。ジャルパックのツアーコンダクターと電話でつなぎ、今迄訪れた外国で印象深い場所などを紹介するコーナー。

### ロッテ アフタヌーンレポート
- オンシーズンは「文化放送ライオンズナイター」のマリーンズベンチレポーターとして活躍するかわのをとやの千葉ロッテマリーンズ情報がメイン。オフシーズンは時々今までの「ロッテアフタヌーンレポート」と同じようにロッテからの新商品発表会の模様を生中継で結んだり、ロッテの社会貢献活動を報告する事もある。リスナーへのプレゼントはロッテ製品の商品と野球シーズン中は千葉ロッテマリーンズ戦のプロ野球公式戦チケットのプレゼントがメイン。この枠は裏送り枠である「ロッテ僕の作文・私の作文」の振り替えゾーンになっている。

### 千ちゃん記憶のマッサージ
- 2014年4月6日からスタート。毎回一曲お題となる「懐メロ」をバックにその曲が流行った頃の流行や事柄などをトークし、お題の曲名と歌手名をリスナーから回答してもらうコーナー。

#### 終了したコーナー
- 千ちゃんトーク倶楽部
  - 千田との生トークを希望したリスナーと電話でつなぎ、パートナーを交えて、フリートークするコーナーである。2014年3月30日終了。